# Stenasellus assorgiai
Stenasellus assorgiai is een pissebed uit de familie Stenasellidae. De wetenschappelijke naam van de soort is voor het eerst geldig gepubliceerd in 1968 door Roberto Argano.